# Cultura de los Países Bajos

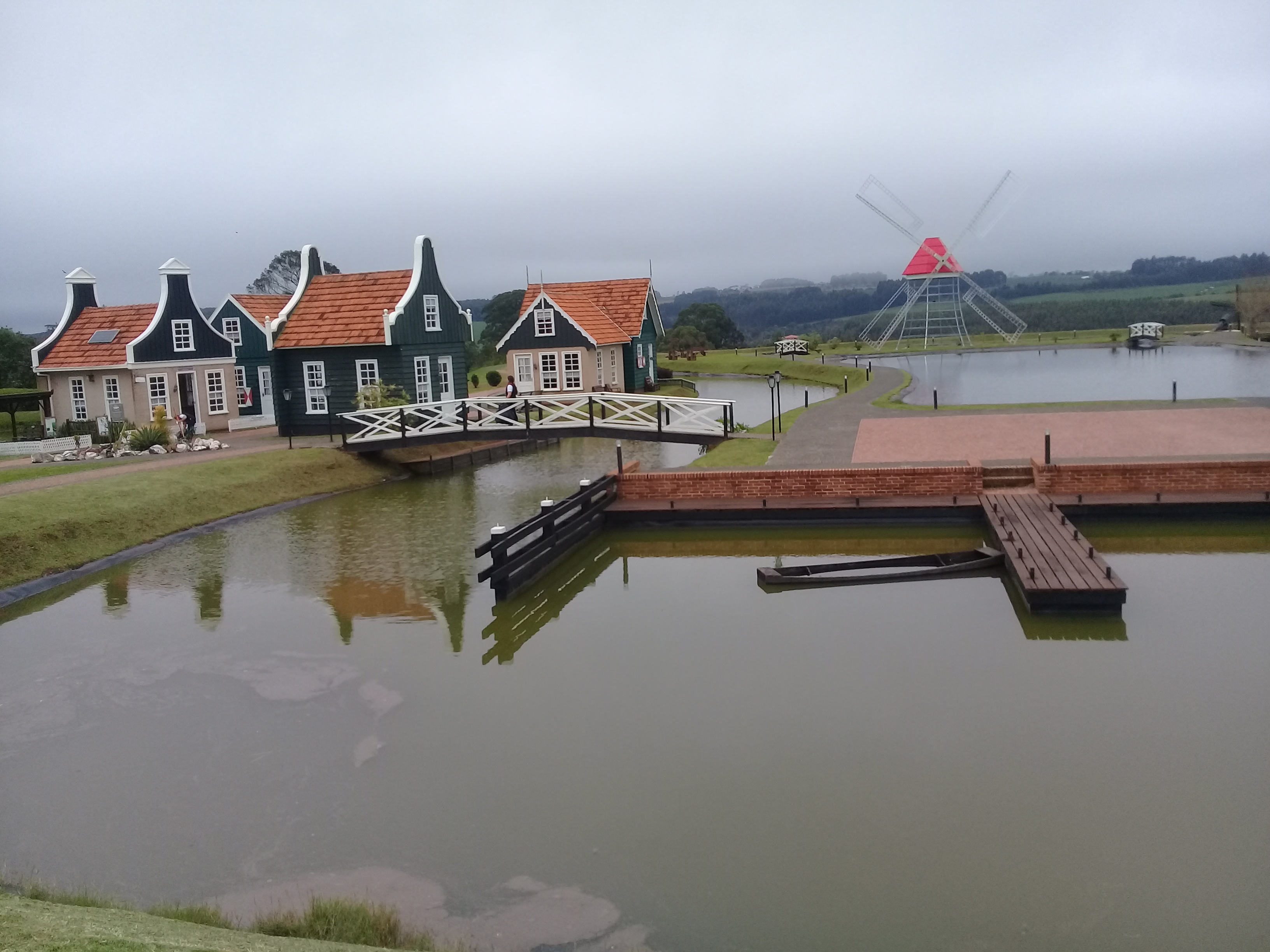
Vista del molino del Parque Histórico Carambeí y casas en arquitectura neerlandesa a la izquierda.

Durante el periodo gótico y renacentista los Países Bajos comenzaron a experimentar un desarrollo artístico notable, sobre todo en pintura. En el plano intelectual, Erasmo de Róterdam, nacido en los Países Bajos tuvo gran influencia en la vida cultural de su país y de Europa durante el siglo XVI. 
En el siglo XVII, durante el periodo que se conoce como la "edad de oro holandesa", la influencia cultural del país tuvo su cúspide. Entre las figuras holandesas más notorias de esa época estaban Christiaan Huygens, Baruch Spinoza, Rembrandt, Jan Vermeer y Frans Hals. Además, había extranjeros que vivían en el país gracias a su ambiente de tolerancia, como el francés René Descartes o el inglés John Locke. 
En siglos más recientes, el país ha producido pintores notables como Vincent van Gogh o Piet Mondrian.

## Idioma
El idioma neerlandés (Nederlandsⓘ) es un idioma que pertenece a la familia germánica, que a su vez es miembro de la familia indoeuropea. En países de habla hispana es comúnmente conocido como holandés, término hasta cierto punto aceptado por la RAE, aunque sea solo el nombre de uno de los dialectos del neerlandés. Forma parte del grupo germánico occidental, relacionado con el bajo alemán. Es la lengua materna de más de 25 000 000 de personas en el mundo y la tercera lengua germánica con más hablantes nativos, después del inglés y el alemán.
- Es lengua oficial en el Reino de los Países Bajos compuesto por los Países Bajos (en la región de Frisia el frisón también es oficial), las islas antes llamadas Antillas Neerlandesas de Curazao, San Martín, Aruba, Bonaire, Saba y San Eustaquio, en Bélgica (concretamente en las regiones[2] de Flandes y Bruselas) y en Surinam. Es también una de las lenguas oficiales de la Unión Europea y de la Unión de Naciones Suramericanas.
- Sin ser oficial, es empleado también como lengua materna en partes de la región del bajo Rin de Alemania y en el norte de Francia (unos 60 000 hablantes aprox.). Debido a la colonización y la emigración se habla también en Canadá (unos 160 000), en Estados Unidos (unos 150 000),[3] en Nueva Zelanda (unos 29 000) y en algunas partes de Indonesia (35 000 estudiantes anuales), donde era la lengua utilizada en la administración pública colonial neerlandesa.

## Pintura
Pintura de los Países Bajos es una expresión polisémica y equívoca, que tanto puede referirse a la pintura realizada en el actualmente denominado Reino de los Países Bajos como a la totalidad de lo que se conoce como pintura flamenca, concepto que incluye la realizada en cualquiera de los territorios de los Países Bajos de los Habsburgo (que también estaba formado por el actualmente denominado Reino de Bélgica y el Gran Ducado de Luxemburgo, entre otros). Para diferenciar la pintura de los "Países Bajos del norte" de la de los "Países Bajos del sur" la historiografía del arte suele emplear las denominaciones pintura holandesa o neerlandesa, o escuela holandesa de pintura, a pesar de su impropiedad (Holanda es sólo una de las Provincias Unidas de los Países Bajos, si bien la más importante, especialmente por la potencia económica y cultural de su capital, Ámsterdam).
La diferenciación estilística entre la pintura flamenca del sur y la del norte no se produce hasta el siglo XVII (el denominado siglo de oro de la pintura neerlandesa), puesto que los fluidos intercambios entre los maestros y talleres de ambas zonas se siguieron manteniendo incluso a pesar del extenso periodo de guerras civiles y de religión denominado Guerra de los Ochenta Años (1568-1648), que definió la separación entre el sur (católico e integrado en la Monarquía Hispánica) y el norte (protestante e independiente). Un hecho decisivo fue la decadencia de Amberes, que había sido el centro económico y artístico no solo de la región, sino de todo el norte de Europa: a partir del saco de Amberes (1576) y el sitio de Amberes (1584-1585) muchos artistas pasaron a buscar refugio en las ciudades del norte, lo que no solo benefició a Ámsterdam (convertida en el nuevo centro económico y cultural), sino también a Haarlem (escuela de Haarlem -Karel van Mander, "el Vasari del Norte"-) e incluso a zonas limítrofes, en la actual Alemania (escuela de Frankenthal).

## Arquitectura
La arquitectura de los Países Bajos se refiere a la práctica de la arquitectura en el territorio actual de los Países Bajos, excluyendo de hecho a Bélgica que en algunos momentos de la historia se incluyó en la denominación de Pays-Bas. Hasta el siglo XIX, la arquitectura de los Países Bajos mostró importantes similitudes con la de Flandes ya que estos dos territorios tuvieron una cultura común hasta el Renacimiento. Sin embargo, la Holanda protestante, comercial, pastoral y libre desde el siglo XVII, no se parecía en nada a la Flandes católica, trabajadora y durante mucho tiempo sometida a los extranjeros. Más concretamente, a diferencia de la arquitectura flamenca, el uso de la piedra en la construcción en los Países Bajos siempre ha estado limitado ya que sólo está presente en cantidades muy pequeñas en el territorio, lo que ha empujado a los neerlandeses a crear una arquitectura predominantemente de ladrillo, utilizados incluso en la pavimentación de las carreteras.
Durante mucho tiempo se ha negado el carácter específico de la arquitectura neerlandesa, pero la riqueza de la creación arquitectónica del país desde la Edad Media hasta nuestros días demuestra lo contrario. Si la arquitectura neerlandesa no puede reducirse a un estilo particular, si se distingue por algunas características —espíritu práctico, simplicidad y líneas limpias, ornamentación mínima, rechazo de lo superfluo y en la actualidad, sostenibilidad y armonía con el paisaje, urbano y rural— desarrolladas debido al contexto tan particular en el que se desarrolló, pues los Países Bajos están constantemente amenazados por la olas, que los neerlandeses supieron dominar gracias a su ingenio y a su espíritu de innovación. Élie Faure escribió en su Historia del Arte (volumen publicado en 1920) sobre la relación que los neerlandeses tenían con su país: 

Lucharon durante diez siglos para apoderarse de su barro, construir sobre él, levantar sus ciudades que se derrumban en turberas o son ahogado por un maremoto en barro y arena movediza. La vida era demasiado dura para ellos, y ahora es demasiado buena para ellos como para buscar fuera de lo cotidiano la educación intelectual que puede dar a quienes viven en la libertad, en la ociosidad, en las apasionadas agitaciones de los países del sur y atormentados por las necesidades. de una imaginación abandonada a su suerte o del deseo tortuoso de reprimir sus excesos.
Ils ont lutté dix siècles pour s'emparer de ses boues, bâtir sur elles, relever leurs villes qui s'effondrent dans les tourbières ou qu'un raz de marée noie dans la vase et le sable mouvant. La vie leur fut trop dure, et maintenant elle est trop bonne à vivre pour qu'ils cherchent hors de ses aspects quotidiens l'éducation intellectuelle qu'elle peut donner à ceux qui vivent dans la liberté, l'oisiveté, les excitations passionnelles des pays méridionaux et que tourmentent les besoins d'une imagination laissée à elle-même ou la volonté torturante d'en réprimer les excès.
Histoire de l'art, Élie Faure

En tres épocas, la arquitectura neerlandesa ha desempeñado un papel importante en el discurso internacional sobre la arquitectura: la primera durante el siglo XVII, cuando el imperio neerlandés se encontraba en el apogeo de su poder; la segunda, en la primera mitad del siglo XX, durante el desarrollo del movimiento moderno; y la tercera aún no ha concluido y en ella participan muchos arquitectos neerlandeses contemporáneos que están alcanzando prestigio mundial.
La Edad de Oro neerlandesa coincide aproximadamente con el siglo XVII. Debido a la próspera economía, las ciudades se expandieron enormemente, se construyeron nuevos ayuntamientos y almacenes, y se excavaron muchos canales en varias ciudades y sus alrededores, como Delft, Leiden y Ámsterdam, con fines defensivos y de transporte. Muchos comerciantes ricos hicieron construir nuevas casas a lo largo de estos canales, casas generalmente muy estrechas y con fachadas ornamentadas que se ajustaban a su nuevo estatus.
De la arquitectura renacentista italiana se adoptaron principalmente características visuales como pilares, pilastras, frontones y almohadillados, ya que muchos arquitectos neerlandeses no podían leer la fundamentación teórica, que a menudo estaba escrita en italiano o latín. Se enfatizaron las líneas horizontales, en contraste con el énfasis vertical de la arquitectura gótica. Por ejemplo, se incrustaron bandas de colores claros en las fachadas para realzar ese carácter horizontal. Otra aplicación común en la arquitectura renacentista neerlandesa, particularmente en Ámsterdam, fue el hastial escalonado, que estaba destinado a ocultar las líneas diagonales del frontón detrás de las líneas rectas de la fachada.
La arquitectura de la primera república en el norte de Europa se caracterizó por la sobriedad y la moderación, y pretendía reflejar los valores democráticos citando ampliamente la antigüedad clásica. Encontró su impulso en los diseños de Hendrik de Keyser, quien fue fundamental en el establecimiento de un estilo de influencia veneciana en la arquitectura de principios del siglo XVII a través de nuevos edificios como la Noorderkerk ('Iglesia del Norte', 1620-1623) y la Westerkerk ('Iglesia del oeste', 1620-1631) en Ámsterdam. En general, la arquitectura en los Países Bajos, tanto en el sur, influenciado por la Contrarreforma, como en el norte, dominado por los protestantes, siguió invirtiendo fuertemente en las formas renacentistas y manieristas del norte de Italia que precedieron al estilo barroco romano de Borromini y Bernini. En cambio, la forma más austera practicada en la República Neerlandesa se adaptaba bien a los principales patrones de construcción: palacios para la Casa de Orange y nuevos edificios cívicos, sin influencia del estilo de la Contrarreforma que hizo algunos avances en Amberes.
Los principales exponentes de mediados del siglo XVII, Jacob van Campen y Pieter Post, adoptaron las formas de De Keyser para elementos tan eclécticos como pilastras de orden gigante, cubiertas con hastiales, frontones centrales y vigorosos campanarios. Reunidos en una combinación coherente, estos desarrollos estilísticos anticiparon el clasicismo de Wren. Las construcciones más ambiciosas del período incluyeron las sedes del autogobierno, ayuntamiento, en Ámsterdam (1646) y Maastricht (1658), diseñados por Campen y Post, respectivamente. Por otro lado, las residencias de la Casa de Orange están más cerca de una típica mansión burguesa que de un palacio real. Dos de ellas, Huis ten Bosch y Mauritshuis, son bloques simétricos con grandes ventanales, despojados de ostentosos adornos barrocos. El mismo efecto austero y geométrico se logra sin gran costo ni efectos pretenciosos en la residencia de verano del estatúder de Het Loo. Otro de los diseños utilizados por los neerlandeses fue el uso de colores cálidos como el rojo o el naranja oscuro. También eran de texturas toscas y tendían a oscurecerse debido a esa textura áspera. El uso del equilibrio simétrico arquitectónico también formaba parte de sus hábitos.
Durante el siglo XX, arquitectos como Berlage, Van Doesburg, van Eesteren, Rietveld, Oud y van der Vlugt desempeñaron un papel destacado en el desarrollo de la arquitectura moderna en los Países Bajos, así como a nivel internacional.
El trabajo de Berlage, arquitecto de la Beurs van Berlage, fue crucial para el desarrollo del arquitectura moderna en los Países Bajos. Propagó la arquitectura racionalista, al mismo tiempo que abrazó la artesanía. Berlage también recibió elogios de la crítica por el Plan Zuid, un plan urbano para Amsterdam-Zuid, que se convirtió en un modelo para los desarrollos de vivienda social en los Países Bajos y en el extranjero. Berlage inspiró diferentes movimientos, y en consecuencia se establecieron diferentes grupos y escuelas durante los años 1910-1930, cada uno con su propia visión sobre qué dirección debería tomar la arquitectura moderna:
- arquitectos expresionistas como Michel de Klerk y Piet Kramer estuvieron asociados con la Escuela de Ámsterdam, un movimiento moderno que enfatizaba la importancia de la artesanía.[19] Se puede observar una relación directa en el Plan Zuid.
- otro grupo fundó De Stijl, un movimiento artístico multidisciplinar basado en la revista homónima (1917-1932),[20] destacando los arquitectos J.J.P. Oud, Jan Wils y Gerrit Rietveld, que luego construirían en un estilo funcionalista.
- un tercer grupo, que surgió en parte de De Stijl, estaba formado por arquitectos funcionalistas (Nieuwe Zakelijkheid o Nieuwe Bouwen), como Mart Stam, Leendert van der Vlugt y Johannes Duiker. Formaban parte del grupo moderno internacional de los CIAM. Sin embargo, Berlage criticó este movimiento por su falta de emoción.[21] Sin embargo, también fue muy influyente, y especialmente después de la Segunda Guerra Mundial, tanto en la arquitectura como en la planificación urbana, a través del trabajo de, entre otros, Lotte Stam-Beese y Cornelis van Eesteren. Su trabajo también influyó en la teoría y la práctica de la planificación urbana en el extranjero.
- también se desarrolló, a partir de la arquitectura de Berlage, una corriente más tradicionalista que se inspiró especialmente en su artesanía. Esta se convirtió en la Escuela Tradicionalista, que incluía la Escuela de Delft, encabezada por Marinus Jan Granpré Molière. Los arquitectos tradicionalistas rechazaron los principios fundamentales (industriales) del funcionalismo y cobraron protagonismo en la década de 1930. Como movimiento, la arquitectura tradicionalista perduró hasta mucho después de 1945.

Hubo relaciones cruzadas entre las escuelas y los movimientos, como se puede observar en la obra de Willem Dudok; algunos de sus diseños tienen características tradicionalistas, mientras que otros son hitos del funcionalismo. A fines de la década de 1930, varios arquitectos modernos abogaron por un retorno a (ciertos) principios artísticos tradicionales, en lugar de seguir una estética de máquinas, entre ellos J.J.P Oud y Sybold van Ravesteyn, aunque también sucedió lo contrario, especialmente en las décadas de 1950 y 1960 (por ejemplo, J.F. Berghoef). Los diferentes movimientos y escuelas, junto con sus disputas, informarían el desarrollo de la arquitectura neerlandesa en la segunda mitad del siglo XX, que también fue testigo del surgimiento de nuevos movimientos (modernos), siendo el estructuralismo uno importante, con arquitectos como Aldo van Eyck, Herman Hertzberger y Piet Blom.
Varios arquitectos neerlandeses han destacado en la escena internacional en la parte final del siglo XX e inicios del XX. Rem Koolhaas (n. 1944), fundador del OMA (Office for Metropolitan Architecture), fue el primero en alcanzar reconocimiento, obteniendo el Premio Pritzker en 2000 (el único neerlandés en hacerlo). Ha desarrollado su carrera profesional en todo el mundo con grandes proyectos, coronados con el diseño de la nueva Sede de la Televisión Central de China (2004-2009) junto a un centro cultural, que se ha construido coincidiendo con los Juegos Olímpicos de Pekín 2008. El estudio MVRDV, cofundado por Jacob van Rijs, también ha adquirido una gran notoriedad internacional. En estos mismos años también grandes figuras internacionales han dejado su sello en el país, como los pritzkers Richard Meier, Aldo Rossi, Álvaro Siza, Renzo Piano, Norman Foster, Toyo Ito y Arata Isozaki, además de Michael Graves, o Kohn Pedersen Fox.
Casi todos los edificios históricos que se conservan han sido declarados Rijksmonuments y en 1990 el Departamento de Conservación («Monumentenzorg», hoy «Rijksdienst voor het Cultureel Erfgoed») aprobó una seleccón de los 100 mejores sitios del patrimonio neerlandés que comprende ejemplos representativos de todos los estilos y partes del país.
De los trece bienes neerlandeses declarados Patrimonio de la Humanidad, solamente dos son obras arquitectónicas aisladas —la casa Rietveld Schröder  (2000) y la factoría Van Nelle (2014), construida en 1931 en Róterdam por Leendert van der Vlugt y Johannes Brinkman— y otros dos son símbolos de la escena edificada del propio país, molinos —Red de molinos de Kinderdijk-Elshout (1997)— y canales —Zona de los canales concéntricos del siglo XVII del Singelgracht de Ámsterdam (2010), que permitieron la construcción de nuevos edificios, viviendas, talleres y almacenes, con largas fachadas con hastiales..
- Arquitectura de los siglos XX-XXI en los Países Bajos
- Bolsa de Ámsterdam (1898-1903), obra de Hendrik Petrus Berlage
- Casa Rietveld Schröder (1924) en Utrech, diseñada por Gerrit Rietveld y cumbre del movivmiento De Stijl
- Casas cubo (1984-1988) en Róterdam, de Piet Blom
- Educatorium (1992-1997) de la Universidad de Utrech, obra de Rem Koolhaas
- Markthal (2004-2014) en Róterdam, obra de Jacob van Rijs, cofundador de MVRDV

## Gastronomía
La cocina de los Países Bajos se caracteriza por el consumo en grandes cantidades de pan y patatas, tal y como ya sugiere el pintor neerlandés Vincent van Gogh en su cuadro titulado los comedores de patatas. 
Es muy popular una tostada redonda untada con manteca: el beschuit, que se suele comer como desayuno, con diferentes sabores y que se emplea en diferentes celebraciones. 